# Dieter Wendisch
Dieter Wendisch   (Gauernitz, 9 de maig de 1953) és un remer alemany, ja retirat, que va competir sota bandera de la República Democràtica Alemanya durant la dècada de 1970.
El 1976 va prendre part en els Jocs Olímpics d'Estiu de Mont-real, on guanyà la medalla d'or en la prova del vuit amb timoner del programa de rem. Quatre anys més tard, als Jocs de Moscou, guanyà una nova medalla d'or en la prova del quatre amb timoner. Formà equip amb Ullrich Diessner, Walter Dießner, Gottfried Dohn i Andreas Gregor.
En el seu palmarès també destaquen tres medalles d'or al Campionat del Món de rem, en el vuit amb timoner el 1975 i en el quatre amb timoner el 1977 i 1978.